# Северюхін Артем
Артем Северюхін (рос. Артём Северюхин; нар. 2007) — російський гонщик-картингіст. Посів перше місце в гонці першого етапу турніру чемпіонату Європи 2022 року з картингу серед юніорів, де він виступав під прапором Італії через санкції. Срібний призер міжнародного турніру WSK Super Master Series (2019). Відомий тим, що під час церемонії в Португалії 11 квітня 2022 року на подіумі продемонстрував нацистське вітання, після чого з ним були розірвані контракти, і фактично кар'єра спортсмена на цьому закінчилася
Раніше Артем Северюхін брав участь у першості УрФО, а також — у першості Росії. Учасник міжнародних змагань у складі команди «Ward Racing» із Швеції.

## Інцидент із нацистським вітанням
11 квітня 2022 року Артем випередив британця Джо Терні та шведа Оскара Педерсена, вигравши перший тур чемпіонату Європи. На подіумі під час церемонії в Португалії продемонстрував нацистське вітання (ударив себе в груди і витягнув праву руку вперед). Турнір відбувається під егідою Міжнародної автомобільної федерації (FIA), а спонсором є російський «Газпром». У самого спортсмена його вчинок викликав справжнє захоплення і регіт. Український репер Freel зажадав довічної дискваліфікації Артема Северюхіна Також український гонщик Іван Пеклін вимагав у керівництва автоспорту застосувати санкції до юного «путінця». А у відповідь на критику мати Артема заявила, що син нібито показував «серце». 
12 квітня 2022 року Артем у своему відеозвернені  вибачився перед своїми прихильниками та глядачами.

## Досягнення
- 2017 - Бронзовий призер першості Уральського федерального округу.
- 2018 - Переможець першості Уральського федерального округу.
- 2019 - Переможець першості Центрального федерального округу.
- 2019 - Переможець першості Росії.
- 2020 - Срібний призер першості Росії.
- 2022 - Переможець етапу юніорського чемпіонату Європи.